# Владикавказ
Владикавка́з або Дзауджикау — місто у Російській федерації, столиця Північної Осетії – Аланії. Лежить у центральній частині Північного Кавказу по обох берегах річки Терек, за 30 км від Дар'яльської ущелини, на початку військово-грузинської дороги. 

## Історія
Владикавказ заснований у 1784 році як російська фортеця на вході до Дар’ялської ущелини на місці осетинського села Капкаї  у зв'язку з підписанням Георгіївського трактату між Росією та Грузією і початком будівництва Військово-грузинської дороги. В 1804 року для захисту фортеці було сформовано Владикавказький гарнізонний батальйон, командир якого одночасно був і комендантом фортеці. З того часу і було покладено надійне сполучення Кавказької лінії з Грузією.
На думку більшості вчених та дослідників на місці сучасного Владикавказу колись знаходилося середньовічне аланське місто Дедяков.
Отримав статус міста в 1861 році, після чого став столицею Терщини
За радянських часів місто мало назву Орджонікідзе (з 1931 по 1944 і з 1954 по 1990 рік), певний час офіційно називалося Дзауджикау (з 1944 по 1954 рік). У 1990 році місту були повернені історичні назви: в російській мові — Владикавказ, в осетинській — Дзауджикау.

## Клімат
Помірний кліматичний пояс, пом'якшений близькістю гір. Середня температура січня: −2,7 °C. Середня температура липня: +23,5 °C.

## Населення
Населення 306 258 осіб (2018), що становить 56 % населення республіки. Фактична кількість жителів, можливо, більша — через неврахованих біженців, вимушених переселенців і сільських жителів, що тимчасово проживають у місті.
Національний склад населення (2010):
- осетини — 63,9 %
- росіяни — 24,5 %
- вірмени — 3,5 %
- грузини — 2,2 %
- решта — 5,9 %.

## Транспорт
Міський транспорт представлено автобусами та трамваями, з лютого 1977 року по серпень 2010 року у місті також працювали тролейбуси.

## Памʼятки
- Мечеть Мухтарова

## Відомі люди
- Агапієв Всеволод Миколайович — начальник штабу групи Дієвої армії Української Народної Республіки;
- Брюховецький В'ячеслав Степанович — головний ініціатор відновлення Києво-Могилянської академії;
- Івченко Михайло Євдокимович — український письменник;
- Крейчі Антоній В'ячеславович — радянський український архітектор;
- Митькін Борис Вікторович — Герой Радянського Союзу;
- Нетреба Тадей Маркелович — підполковник Армії УНР;
- Компанцева Наталя Володимирівна — український кінооператор;
- Горобець Юрій Васильович (1932—2022) — актор;
- Панфілов Валерій Васильович — заслужений художник УРСР;
- Базилевська-Барташевич Тетяна Анатоліївна — майстриня ткацтва, заслужений майстер народної творчості України
- Смирнов Борис Васильович (1881—1954) — російський радянський художник, портретист і пейзажист
- Дмитренко Сергій Федорович (1953 р.н.) — письменник, літратурознавець, кандидат філологічних наук, проректор Літературного інституту ім. М. Горького (Москва);
- Дмитренко Олександр Федорович (1959 р.н.) — художник-живописець, голова Київської обласної організації Національної спілки художників України, джазовий музикант, керівник ансамблів